# Serafí I
Serafí I (en grec Σεραφεὶμ Α') va ser patriarca de Constantinoble els anys 1733 i 1734.
Procedia de la regió d'Acarnània. Va ser metropolità de Nicomèdia i va ser elegit com a patriarca el mes de març de 1733, però al cap d'un any i mig va dimitir i es va exiliar a Lemnos, pel setembre de 1734, per negar-se a cedir a les pressions dels otomans que volien que els armenis gestionessin el Sant Sepulcre.
Des de Lemnos va anar a Terra Santa i allà va viure fins a la seva mort. Durant el seu patriarcat, Marc Eugènic va ser canonitzat.